# Rei Nishiyama
Rei Nishiyama, född den 8 mars 1984 i Yokosuka, är en japansk softbollspelare.
Hon tog OS-guld vid de olympiska softboll-turneringarna vid olympiska sommarspelen 2008 i Peking.